# Pachypodium bispinosum
Pachypodium bispinosum ist eine Pflanzenart aus der Gattung Pachypodium in der Familie der Hundsgiftgewächse (Apocynaceae).

## Beschreibung
Pachypodium bispinosum ist eine ausdauernde Pflanze, mit einem dicken, fleischigen, frei verzweigten Stamm, der mit paarweise stehenden, bis zu 2 cm langen Dornen besetzt ist.  Die Ränder der Laubblätter sind nach unten eingerollt.
Die Blüten besitzen eine breit glockenförmige Röhre mit einer Länge von 1,5 bis 2 cm und einem Durchmesser von 4 bis 8 mm. Die Kronröhre ist innen und außen rot gefärbt und ist mit breiten, zurückgebogenen, weiß gefärbten Kronlappen besetzt, die gerundet und 7 mm lang sind.
Die Samen sind 4 bis 5 mm lang und dunkelbraun.

## Systematik
Die Erstbeschreibung der Art als Echites bispinosa wurde 1782 durch Carl von Linné veröffentlicht. Alphonse Pyrame de Candolle stellte die Art 1844 in die Gattung Pachypodium.
Nomenklatorische Synonyme sind Echites bispinosa L.f., Pachypodium glabrum G.Don und Pachypodium tuberosum var. loddigesii A.DC.
Die Art steht nahe der Art Pachypodium succulentum. Die Verbreitungsgebiete der beiden Arten überlappen sich, selten wurden auch Hybride zwischen beiden Arten gefunden, die zwar überlebensfähig, aber steril sind.

## Vorkommen
Die Art ist in der Ostkapregion Südafrikas verbreitet und wächst in Höhen bis 600 m.

## Nachweise